# Organiserad brottslighet i Albanien
Organiserad brottslighet i Albanien innefattar organiserad brottslighet på eller med ursprung i Albanien, både nationellt och transnationellt. 
År 1999 omnämndes den albanska maffian som en av de snabbast växande i Europa av BBC. Enligt BBC låg den albanska maffian bakom narkotikasmuggling och smuggling av illegala invandrare till Italien. Motta hävdade att den albanska maffian gradvis tagit kontroll över organiserad brottslighet på båda sidor om Adriatiska havet och att människosmuggling då var den mest lönsamma formen av brottslighet. 17 mars 2009 meddelade tidningen The London Daily News att albanska ligor tagit över sexhandeln i Londons Soho och att albanska yrkesmördare kunde hyras för £5000. Den albanska maffian sades inte vara en enhetlig organisation med en ledare, utan en vidare krets med flera chefer. Handeln med heroin i ett dussintal länder i Europa stod under kontroll av ett trettiotal albanska maffiafamiljer, bland dem Ekrem Luka, Naser Keljmendi och Redzep Selimi.
Enligt Tullverket och Polismyndigheten dominerar albanska kriminella nätverk sedan 1990-talet heroinsmuggling till Sverige men smugglar även kokain och amfetamin. Efter att produktionen av marijuana ökade i Albanien 2013-2016 har landet fått betydelse som ursprungsland för marijuana till Europa.
Under 3-5 april 2019 arresterades 64 medlemmar i ett albanskt maffianätverk i tillslag som skedde simultant i Belgien, Frankrike, Nederländerna och Italien vilket involverade 600 poliser. De misstänkta antas ha producerat och smugglat droger och har kopplingar till människohandel, prostitution och penningtvätt.